# Antares Bottlinger
Antares Bottlinger (* 1985 in Karlsruhe) ist ein deutscher Autor, Lektor und Übersetzer, der Sachbücher und Romane vor allem in den Genres Fantasy und Science-Fiction schreibt.

## Leben
An der Johannes Gutenberg-Universität Mainz studierte Antares Bottlinger Buchwissenschaft, Komparatistik und Ägyptologie. Er arbeitet freiberuflich als Lektor, Übersetzer und Autor. Bottlinger veröffentlicht Werke auch unter den Pseudonymen A.S. Bottlinger, Andrea Bottlinger, Andrea Ulmer, Susanne Wilhelm und Lena Hofmeister.
Bottlingers Debütroman im Genre Fantasy wurde 2013 bei Droemer Knaur publiziert. Unter dem Pseudonym Susanne Wilhelm schrieb Bottlinger für den Zaubermond-Verlag Romane aus den Serien Dorian Hunter und Das Haus Zamis. Gemeinsam mit Christian Montillon und Dennis Ehrhardt schrieb Bottlinger von 2008 bis 2014 unter dem gemeinsamen Pseudonym Dan Shocker in der Macabros-Reihe. Zusammen mit Claudia Hornung schreibt Bottlinger außerdem unter dem Pseudonym Katharina Oswald. Für die Hörspielserie Dorian Hunter ist er seit Folge 26 als Skriptautor aktiv. Seit Band 69 ist Bottlinger zudem Autor von Romanen in der Hunter-Romanreihe, die ebenfalls beim Zaubermond-Verlag erscheint. Als Übersetzer war er bisher für einige Star-Trek-Romane tätig. Mit Die brennende Welt erschien 2014 zudem sein Erstlingsroman für die Perry-Rhodan-Reihe. Für sein Sachbuch Geek Pray Love wurde Bottlinger als Ko-Autor neben Christian Humberg 2015 mit dem anlässlich der Frankfurter Buchmesse verliehenen Deutschen Phantastik-Preis in der Kategorie „Bestes Sekundärwerk“ geehrt.

## Werke
Belletristik
- 2025 Terror auf Tynar (Perry Rhodan NEO 355), Pabel-Moewig Verlag, Rastatt, ISBN 978-3-8453-5555-9.
- 2025 Das Eruptiv (Perry Rhodan Kartanin 6), Pabel-Moewig Verlag, Rastatt, ISBN 978-3-8453-5206-0

Als Andrea Bottlinger
- 2013 Aeternum, Droemer Knaur, ISBN 978-3-426-51179-4.
- 2013 Beyond, E-Book-Reihe in 6 Bänden, Rohde-Verlag
- 2014 Die brennende Welt (Hörbuch Perry Rhodan NEO Episode 65, 2 CDs), Eins-A-Medien, Köln, ISBN 978-3-95795-005-5.
- 2018 Das Geheimnis der Papiermacherin (historischer Roman), Aufbau Taschenbuch Verlag, Berlin, ISBN 978-3-7466-3403-6.
- 2020 Die Kompassmacherin (historischer Roman), Aufbau Taschenbuch Verlag, Berlin, ISBN 978-3-7466-3590-3.
- 2022 Das Schicksal der Reformatorin (historischer Roman), Aufbau Taschenbuch Verlag, Berlin, ISBN 978-3-7466-3841-6.
- 2024 Der Spiegelorden (fantastischer Roman), Calderan, Daun, ISBN 978-3-9860001-5-8.

Als A.S. Bottlinger
- 2016 Der Fluch des Wüstenfeuers, Klett-Cotta Verlag, ISBN 978-3-608-96027-3.

Als Andrea Ulmer
- 2017 Überleben ist ein guter Anfang, List Taschenbuch, ISBN 978-3-548-61308-6.
- 2018 Solange wir uns haben, Ullstein, ISBN 978-3-548-29040-9.
- 2018 Das Leben ist zu kurz für kompliziert (Jugendbuch), Boje Verlag, ISBN 978-3-414-82513-1.

Als Lena Hofmeister
- 2021 Der Blumenladen der guten Wünsche, HarperCollins, ISBN 978-3-7499-0006-0.
- 2021 Das kleine Café der Bücherträume, HarperCollins, ISBN 978-3-7499-0147-0.
- 2023 Das kleine Waldcafé der Träume, HarperCollins, ISBN 978-3-365-00260-5.
- 2023 Die Goldschmiede im Sternenweg, HarperCollins, ISBN 978-3-365-00393-0.

Als Katharina Oswald
- 2023 Die Frauen vom Lindenhof - Ein Neuanfang für uns, FISCHER Taschenbuch, ISBN 978-3-596-70652-5.
- 2023 Die Frauen vom Lindenhof - Zusammen können wir träumen, FISCHER Taschenbuch, ISBN 978-3-596-70655-6.
- 2023 Die Frauen vom Lindenhof - Gemeinsam der Zukunft entgegen, FISCHER Taschenbuch, ISBN 978-3-596-70656-3.
- 2025 Die Schneiderei in der Fliedergasse - Große Träume, FISCHER Taschenbuch, ISBN 978-3-10-491947-8.

Herausgeber
- Die Hilfskräfte – Die wahren Herren des Dungeons (Anthologie Science Fiction und Fantasy). hrsg. von A.S. Bottlinger, T.S. Orgel, S.A. Cernohuby, Amrûn Verlag, Traunstein 2018, ISBN 978-3-95869-354-8.

Sachbücher
- 2012 Sorge dich nicht, beame! – Besser leben mit Star Wars und Star Trek mit Christian Humberg, Cross Cult, ISBN 978-3-86425-048-4.
- 2014 Geek Pray Love mit Christian Humberg, Cross Cult, ISBN 978-3-86425-428-4.
- 2015 In 80 Welten durch den Tag mit Christian Humberg, Cross Cult, ISBN 978-3-86425-794-0.
- 2019 Helden auf der Couch mit Claudia Hochbrunn, rororo, ISBN 978-3-499-60672-4.

### Übersetzungen
- 2022 Power, Rory. Wilder Girls (Deutsche Erstausgabe), Piper, München, ISBN 978-3-492-70608-7.
- 2023 Power, Rory. Burn our bodies down (Deutsche Erstausgabe), Piper, München, ISBN 978-3-492-70609-4